# Victor Ahlström
Victor Ahlström, född den 15 november 1986 i Farsta, Stockholm, är en svensk ishockeyspelare (forward) som spelar för italienska Fiemme. Han har tidigare spelat för AIK i Elitserien. Han har också en tvillingbror, Oscar Ahlström, som också har spelat i AIK.